# Скоробогатько, Андрей Викторович
Андрей Викторович Скоробогатько (бел. Андрэй Віктаравіч Скорабагацька; 19 сентября 1968, Запорожье, Украинская ССР, СССР) — белорусский футболист (играл на позициях полузащитника и нападающего) и тренер.

## Карьера

### Игрока
Воспитанник СДЮШОР Запорожья. С 1986 по 1995 года играл за могилёвский «Днепр», в составе которого стал лучшим бомбардиром Чемпионата Беларуси 1992 года.
В 1996 с мозырским МПКЦ оформил «золотой дубль» (выиграл чемпионат Беларуси и Кубок Беларуси). В 1999 году 6 матчей провёл за «Гомель», после чего вернулся в Могилёв, в «Торпедо-Кадино», где и закончил свою игровую карьеру в 2000 году.

### Тренера
В 2004 году назначен тренером «Торпедо-Кадино», после расформирования клуба стал главным тренером слонимского «Коммунальника».
В 2008 вернулся в качестве ассистента тренера в «Днепр» (Могилёв), а потом в качестве главного тренера, 8 августа того же года. Привёл могилёвский клуб до бронзовых медалей Чемпионат Беларуси 2009, а в следующем году — до раунда плей-офф Лиги Европы 2010/2011, проиграв испанскому «Вильярреалу». В августе 2011 года был отправлен в отставку с поста тренера могилёвского клуба.
В декабре 2012 стал ассистентом тренером ФК «Минск». В октябре 2013 года, после ухода Вадима Скрипченко, был назначен исполняющим обязанности. В качестве исполняющего обязанности довел клуб до конца сезона.
После окончания сезона, в декабре 2013, был назначен главным тренером «Минска», где проработал до июня 2014 года. С лета 2014 года входил в тренерский штаб Игоря Ковалевича в молодёжной сборной Беларуси. С января 2016 года работал старшим тренером «Минска». В сезоне 2018 года работал тренером в «Белшине». В феврале 2019 года стал тренером юношеской сборной Беларуси.
В 2020—2021 годах работал в сборной Беларуси (U-19). В январе 2022 года вошёл в тренерский штаб гродненского «Немана».

## Достижения

### Игрок
- Победитель чемпионата Беларуси: 1996
- Серебряный призёр чемпионата Беларуси: 1992
- Бронзовый призёр чемпионата Беларуси: 1999
- Обладатель Кубка Беларуси: 1996
- Лучший бомбардир чемпионата Беларуси: 1992 (11 голов)

### Тренер
- Бронзовый призёр чемпионата Беларуси: 2009